# Jéssica Martínez
Jésicca Michell Martínez (Chone, ca. 1985 - Ambato, 3 de septiembre de 2022) fue una activista LGBT, líder comunitaria y trabajadora sexual ecuatoriana. Fue presidenta de la Asociación Trans Nueva Esperanza y parte de campañas nacionales de activismo como «Mi Género en mi Cédula» y el Proyecto Transgénero.
Fue asesinada en septiembre de 2022 luego de denunciar intentos de extorsión que estaban recibiendo las trabajadoras sexuales de Ambato por parte de organizaciones criminales, en el contexto de la crisis de seguridad de Ecuador. Su muerte fue lamentada por organismos como el Alto Comisionado de las Naciones Unidas para los Refugiados, organismo con el que Martínez colaboraba.

## Biografía
Nació en la ciudad de Chone, provincia de Manabí. Vivió por un tiempo en la ciudad de Quito, pero se mudó a Ambato luego de ser víctima de un brutal ataque por parte de la policía tras una redada.
Desde 2007, integró la Asociación Trans Nueva Esperanza, de la que posteriormente fue vicepresidenta y presidenta.
Como activista, Martínez se unió al Proyecto Transgénero y participó en la campaña de activismo «Mi Género en mi Cédula», que inició en 2012 y buscaba la aprobación de reformas a Ley de Registro Civil, Identificación y Cedulación para que se reconozca el género de las personas transgénero en sus documentos de identidad. Martínez viajó a ciudades como Manta como parte de la campaña, que logró su cometido en diciembre de 2015, cuando las reformas fueron aprobadas por la Asamblea Nacional del Ecuador.
Se unió a la Red Comunitaria Trans del Ecuador en 2017.
El 15 de octubre de 2021, el periodista Walter Villegas realizó una transmisión para redes sociales en que comparó con criminales a las mujeres transgénero que se dedicaban a la prostitución en Ambato. Martínez denunció al periodista por incitación al odio y la Defensoría del Pueblo falló en contra de Villegas y lo obligó a ofrecer disculpas públicas por sus comentarios. El periodista realizó las disculpas el 11 de agosto de 2022, aunque Martínez rechazó las disculpas, por no haber dicho los nombres de las mujeres transgénero de las que se expresó de forma negativa.
En junio de 2022, participó en el Paro Nacional de Ecuador contra las políticas del gobierno de Guillermo Lasso.

### Asesinato
El 3 de septiembre de 2022, Martínez se comunicó con una compañera activista y le indicó que había recibido amenazas de muerte y que no había recibido ayuda por parte de la policía. Durante la noche de ese mismo día, Martínez salió a laborar y fue asesinada en Ambato en un ataque en que recibió once disparos de arma de fuego y que tuvo lugar en la calle Marieta de Veintimilla, entre Joaquín Hervás y Luis A. Martínez.
La activista Odalys Cayambe, líder de la Red Comunitaria Trans del Ecuador, reveló que Martínez había sido amenazada por organizaciones delictivas que intentaron extorsionar a las trabajadoras sexuales que laboraban en las inmediaciones del Parque 12 de Noviembre de Ambato, y contra las que Martínez se enfrentó. Cayambe también reveló que trabajadoras sexuales transgénero en todo el país habían empezado a ser extorsionadas desde 2020 por bandas criminales involucradas en la crisis de seguridad de Ecuador, que les exigían hasta $800 dólares mensuales para poder laborar.
De acuerdo a la abogada Lissette Pardo, Martínez se había acercado en varias ocasiones a Unidades de Policía Comunitaria a denunciar los intentos de extorsión por parte de estas bandas que estaban recibiendo las integrantes de la Asociación Trans Nueva Esperanza, pero no obtuvo respuesta. También afirmó que se encontraban en preparación para presentar una denuncia penal por el hecho al momento en que Martínez fue asesinada.
Los restos de Martínez fueron enterrados el 6 de septiembre en el Cementerio de Techo Propio, en un féretro donado por activistas trans y feministas.
El 16 de septiembre de 2022, el Alto Comisionado de las Naciones Unidas para los Refugiados (ACNUR) emitió un comunicado expresando su pesar por la muerte de Martínez, quien había sido colaboradora del organismo para ayudar a las personas transgénero refugiadas que ejercían la prostitución en Ambato. ACNUR pidió además en el comunicado al Estado ecuatoriano el proteger a las personas trans y trabajar para reducir la transfobia.